# Tadeusz Janczar

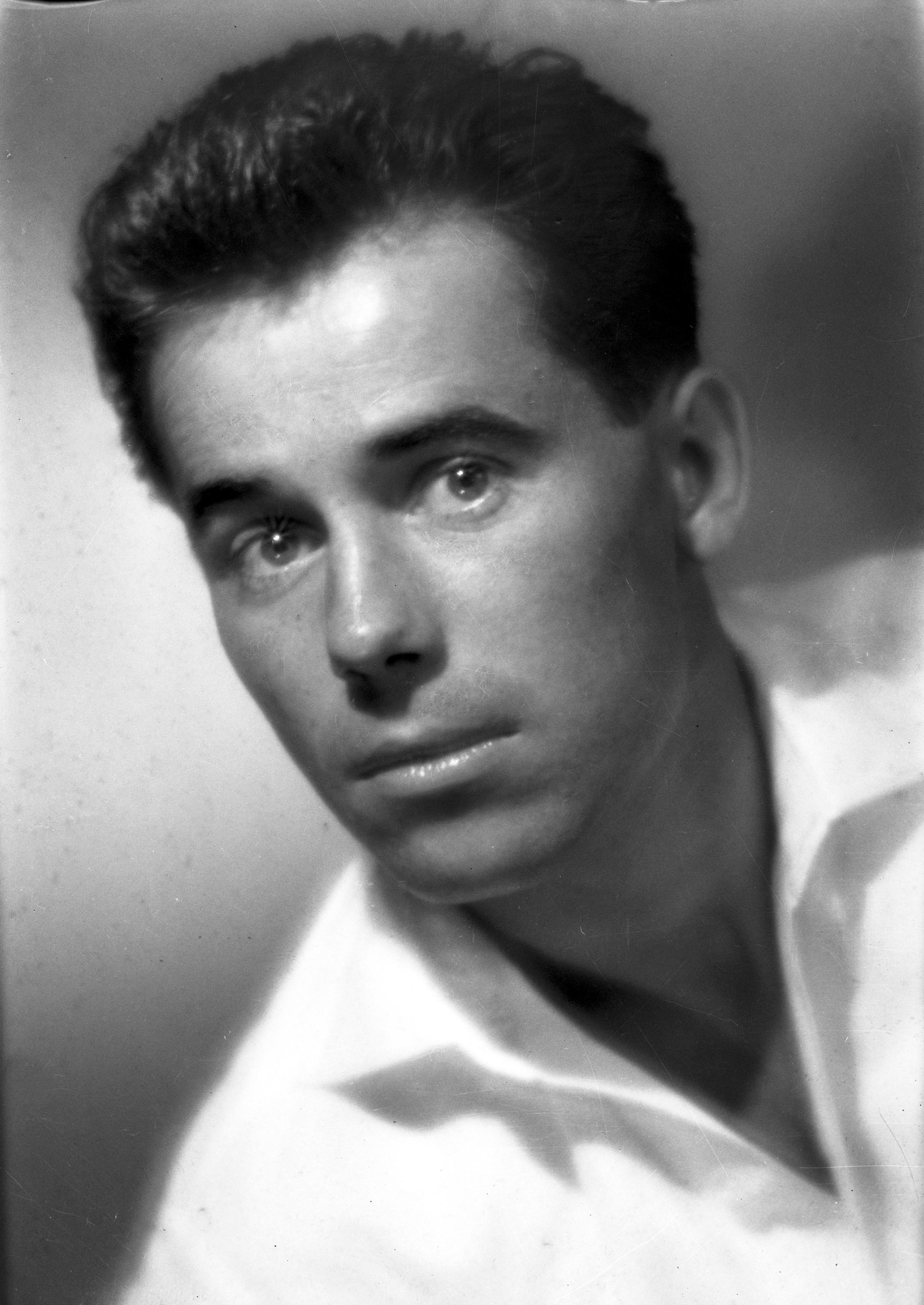
Tadeusz Janczar

Tadeusz Janczar eigentl. Tadeusz Musiał (* 25. April 1926 in Warschau; † 31. Oktober 1997 in Warschau) war ein polnischer Schauspieler.
Janczar begann seine Schauspielerlaufbahn während des Zweiten Weltkriegs beim polnischen Fronttheater. Nach dem Krieg spielte er zunächst Kindertheater in Warschau und wurde dann nach Olsztyn ans Theater engagiert. Einem breiten Publikum wurde er durch seine Filmarbeit in den 1950er-Jahren bekannt, vor allem durch die Filme Eine Generation und Der Kanal von Andrzej Wajda. Wajda sprach davon, dass der junge Janczar ihn an den jungen Henry Fonda erinnerte. Janczar konzentrierte sich trotz der Filmerfolge jedoch auf die Theaterarbeit. Anfang der 1960er-Jahre war er Ensemblemitglied am Teatr Powszechny in Warschau, das sich unter Intendant Adam Hanuszkiewicz zu einem der interessantesten Theater Polens dieser Zeit entwickelte. Nachdem Hanuszkiewicz zum Intendanten des Polnischen Nationaltheaters in Warschau 1968 ernannt worden war, wechselte Janczar 1969 ebenfalls in das Ensemble des Nationaltheaters. Er blieb bis zur Absetzung von Adam Hanuszkiewicz als Intendant durch das kommunistische Regime Ensemblemitglied und zog sich dann ins Privatleben zurück. Die einzige Rolle, die er noch spielte, war von 1980 bis 1996 in der Fernsehserie Dom die Rolle eines Arztes und ehemaligen KZ-Häftlings. Janczar war verheiratet mit der Schauspielerin Małgorzata Lorentowicz, die im Mai 2005 starb. Ihr gemeinsamer Sohn Krzysztof Janczar und der Enkel Krzysztof Artur Janczar sind ebenfalls Schauspieler.

## Filmographie (Auswahl)
- 1953 – Żołnierz zwycięstwa
- 1954 – Die Fünf aus der Barskastraße (Piątka z ulicy Barskiej)
- 1955 – Eine Generation (Pokolenie)
- 1955 – Karriere (Kariera)
- 1956 – Der Kanal (Kanał)
- 1958 – Pożegnania
- 1960 – Das schielende Glück (Zezowate szczęście) – Regie: Andrzej Munk
- 1961 – Nafta
- 1962 – Morgen Premiere (Jutro Premiera)
- 1970 – Landschaft nach der Schlacht (Krajobraz po bitwie)
- 1970 – Die Sache mit Bronek (Prawdzie w oczy)
- 1971 – Tötet das schwarze Schaf (Zabijcie czarną owce)
- 1971 – Zeichen am Weg (Znaki na drodze)
- 1972 – Monsieur Paul läßt grüßen… (Na krawędzi)
- 1973 – Major Hubal (Hubal)
- 1974 – Ich kann dich nicht mehr lieben, Vater (Nie będę cię kochać)
- 1977 – Der Weg einer Frau (Coś za coś)
- 1980 – Dem steht nichts im Wege (Nic nie stoi na przeszkodzie)
- 1981 – Selbstverteidigung (W obronie własnej)

## Wichtige Theaterarbeiten
- 1961 – Euridike von Jean Anouilh – Rolle: Orpheus – Regie: Jacek Szczęk
- 1963 – Wesele (Die Hochzeitsfeier) von Stanisław Wyspiański – Rolle: Jasiek – Regie: Adam Hanuszkiewicz
- 1967 – Fantazy von Juliusz Słowacki – Rolle: Jan – Regie: Adam Hanuszkiewicz
- 1970 – Hamlet von William Shakespeare – Rolle: Horacy – Regie: Adam Hanuszkiewicz
- 1974 – Wesele (Die Hochzeitsfeier) von Stanisław Wyspiański – Rolle: Czepiec – Regie: Adam Hanuszkiewicz
- 1976 – Wie es euch gefällt von William Shakespeare – Rolle: Jacob – Regie: Tadeusz Minc
- 1980 – Obora von Helmut Kajzar – Rolle: Jan K. – Regie: Helmut Kajzar
- 1982 – Pan Tadeusz von Adam Mickiewicz – Rolle: Gerwazy – Regie: Adam Hanuszkiewicz